# The Lovable Cheat
The Lovable Cheat ist ein US-amerikanischer Spielfilm und Richard Oswalds letzte Kinoinszenierung. Der Film wurde einhundert Jahre nach dem Erscheinen (1948) der Vorlage, Honoré de Balzacs Mercadet le faiseur (1840), gedreht. Charles Ruggles spielt die Hauptrolle eines schlitzohrigen und betrügerischen Familienvaters.

## Handlung
Paris, rund um das Jahr 1860. Der Großbürger Claude Mercadet residiert mit seiner Frau Pauline und beider Tochter Julie in einem noblen Haus am Bois de Boulogne. Einst war er einer der reichsten Männer der Stadt, doch eine Reihe von Betrügereien hat ihn in einem finanziellen Strudel nach unten gezogen. Selbst das vornehme Haus ist sehr viel mehr Schein als Sein, und der Gerichtsvollzieher und seine Gläubiger sitzen ihm längst im Nacken. Die heißen Pierquin, Goulard und Violette und drohen, wenn er nicht seine Schulden auf Heller und Pfennig bezahlt, dass sie dafür sorgen werden, dass er demnächst gestreifte Klamotten tragen werde. Claude ist ein Meister im Verharmlosen und Beruhigen. Seine Frau beruhigt er damit, dass er auf eine große Gabe des Grafen de la Brive hofft, denn dieser sei sehr daran interessiert, Julie zu heiraten. Ganz nebenbei ist der Comte, nicht gerade eine stattliche Erscheinung, wenigstens einer der reichsten Männer von Paris …
Claude gibt seinem Diener Justin die Anweisung, zu einem anstehenden Empfang nicht nur den Grafen einzuladen, sondern auch all seine Gläubiger. Vorhandenes Geld soll auf Geldforderungen treffen, da es ganz im Sinne der Gläubiger sein müsse, dass die Vermählung Julies mit dem Grafen de la Brive auch vollzogen werde. Claude erhofft sich deshalb sogar, dass die Gläubiger sich an den Kosten des Empfangs beteiligen. Als die Party steigen soll, wird das Dienstmädchen Thérèse dazu angehalten, den ebenfalls eingeladenen Gerichtsvollzieher zu umgarnen. Claude nutzt die Gelegenheit, um der ahnungslosen Julie klarzumachen, dass die Familie Mercadet mehr als nur pleite ist und er ganz darauf hoffe, dass sie den kleinen Grafen heirate, auf dass sich alle an ihm finanziell gesundstoßen. Julie will durchaus gern heiraten, aber angesichts der mickrigen Erscheinung des Grafen vergeht ihr rasch die Lust daran. De la Brive bringt einen der Gläubiger, Monsieur Goulard, mit zum Empfang. Der will sofort Geld sehen. Claude vertröstet Goulard auf ein Neues und kann ihm sogar weitere 500 Francs abluchsen, mit dem Versprechen auf generöse Rückzahlung nach der Eheschließung. Mit diesem Geld beruhigt Mercadet erst einmal diejenigen Gläubiger, die bei ihm in der Küche warten und sich nicht um den Finger wickeln lassen.
Nun aber schießt Julie quer. Sie macht ihrem Vater klar, dass sie nicht an dem Empfang teilnehmen möchte. Sie hat sich nämlich in jemand anderen verliebt, und der sieht sehr viel besser aus. Bei dem jungen Mann handelt es sich um einen gewissen Jacques Minard, der bei einer Bank angestellt ist. Claude glaubt prompt, dass es sich bei diesem Mann um einen Windhund handeln müsse, der es bei Julie lediglich auf ein nicht vorhandenes Vermögen abgesehen haben könnte. Um ihn eventuell von derlei Gedanken abzubringen, macht der alte Mercadet dem jungen mann klar, dass in dieser Familie rein gar nichts zu holen ist. Zu Monsieur Mercadets Erstaunen ist dem jungen Minard dieser Aspekt vollkommen egal; er will Julie so oder so heiraten. Claude versteigt sich zur These, dass Julie in der zu erwartenden, von Armut geprägten Ehe mit ihm, Jacques, frühzeitig altern werde. Bei Minard verfängt dieses alberne Argument, und er ist bereit, dem ungeliebten aber wohlhabenden Grafen bei Julie den Vortritt zu überlassen. Als Julie von Jacques Sinneswandel erfährt, glaubt sie nun auch, dass er sie nur deswegen nicht heiraten wolle, weil sie arm ist.
Comte de la Brive tritt auf. Er prahlt gegenüber Julie mit seinem großen Vermögen und gibt vor, etwas für sie zu empfinden. Claude fühlt dem Grafen auf den Zahn und fragt nach, ob er irgendwelche Schulden habe. Der antwortet, dass es da nur einen kleinen Betrag gäbe. De la Brive betreibt auf dem Empfang seine eigenen Nachforschungen und muss feststellen, dass auf so ziemlich jedem Möbelstück Mercadets ein „Kuckuck“ klebt. Nun erscheint auch noch der Gerichtsvollzieher und tönt, dass er ja morgen beim Grafen gleichfalls vorbeischauen würde. Der Graf und Mercadet sind perplex: Offensichtlich haben beide vom jeweils anderen geglaubt, dieser sei reich und wollten mit ein und demselben Trick den anderen übers Ohr hauen. Um nicht das Gesicht zu verlieren, wird vor den anwesenden Gläubigern die Farce einer anstehenden Ehe im Hause Mercadet mit de la Brive aufrechterhalten. Zu allem Unglück müssen der Graf und sein großbürgerlicher Gegenpart auch noch feststellen, dass beide mit Pierquin sogar einen gemeinsamen Gläubiger haben. Der darf auf keinen Fall dem Empfang beiwohnen, und so wird Diener Justin angewiesen, ihn nicht vorzulassen.
Als Pierquin samt Gattin vorfährt, gaukelt Justin beiden vor, diese hätte sich in der Hausnummer geirrt, in der Hoffnung, die Pierquins abzuwimmeln. Dann schlägt der Diener ihnen die Haustür vor der Nase zu. Doch so leicht lässt sich der Hauptgläubiger nicht abwimmeln. Pierquin klettert durch ein offenes Fenster in das luxuriöse Anwesen hinein. Vor allen erklärt Pierquin, dass der vorgeblich reiche Graf ein ausgemachter Schwindler sei, woraufhin nun alle anderen Gläubiger sofort ihr geliehenes Geld zurückhaben wollen. Da der Comte wie auch Mercadet nicht imstande sind, zu zahlen, wird augenblicklich nach einem Gefängniswagen für die beiden Pleitiers gerufen. Bevor sie hinter schwedischen Gardinen wandern müssen, ersinnen de la Brive und Mercadet einen neuen Plan, um die Gläubiger zu besänftigen. Der Comte verkleidet sich als sein früherer Geschäftspartner Godeau und klopft, „soeben aus Amerika eingetroffen“, an der Haustür, angeblich mit viel Geld in den Taschen. Bevor de la Brive alias Godeau seine Schmierenkomödie abziehen kann, ist Monsieur Mercadet bereits im Gefängniswagen gelandet. Minard versöhnt sich derweil mit Julie und erklärt ihr, weshalb er von der Heirat absehen wollte. Dann macht er den Gläubigern klar, dass er für die Schulden seines Schwiegervaters in spe aufkommen wolle.
Der falsche Godeau fährt nun vor und wird von Diener Justin groß angekündigt. Die Gläubiger, die die Finte nicht durchschauen, sind entzückt. Doch vom schlechten Gewissen geplagt, vermasselt Mercadet die gräfliche Schmierenkomödie und klärt die anderen darüber auf, dass sich hinter Godeau doch nur der bankrotte Graf de la Brive verstecke. Claudes Frau Pauline, Jacques und Julie greifen ein und behaupten, dass Godeau tatsächlich der sei, der zu sein er vorgebe. Claude sorgt nun endgültig für Verwirrung und gesteht, dass er das Spiel im Spiel ausgedacht habe und seine Familie mit ihrer Behauptung recht habe. Dann schließlich erreicht Monsieur Mercadet eine Nachricht vom echten Godeau und er verspricht jedem Gläubiger, dass bis zum morgigen Tag jeder seine volle Geldsumme zurückerstattet bekäme. Aus Dank dafür, dass de la Brive bei dieser Charade mitgespielt hat, überreicht Mercadet ihm etwas Geld. Nun ist zum ersten Mal aus Mercadet selbst ein Gläubiger geworden, und dem Glück seiner Tochter mit dem jungen Bankangestellten steht nichts mehr entgegen.

## Produktionsnotizen
The Lovable Cheat wurde von einer sehr kleinen Produktionsfirma im Januar 1949 umgesetzt, bei einer Preview am 18. März 1949 vorgestellt und am 11. Mai 1949 uraufgeführt. In Deutschland wurde der Film lediglich im Rahmen einer den deutschen Filmemigranten gewidmeten Retrospektive während der Berlinale 1983 gezeigt. Eine öffentliche Aufführung bzw. eine Ausstrahlung einer synchronisierten Fassung im deutschen Fernsehen hat es nie gegeben.
Boris Leven entwarf die Bauten, Gerd Oswald assistierte seinem während der Drehzeit 68-jährigen Vater Richard.

## Kritiken
Oswalds filmischer Schwanengesang stieß bei der Kritik auf nur wenig Gegenliebe. Nachfolgend zwei Beispiele:
Das Fachblatt Variety empfand den Film als „ein langweiliges, altmodisches Stück, voll gestopft mit viel Gerede und wenig Unterhaltung“ und urteilte, dass selbst Charles Ruggles ihn „nicht mehr als nur passabel“ machen könne. Außerdem gäben die Darsteller „der Geschichte keinen Auftrieb“. Schließlich habe der Film ein „langsames Tempo“ und lasse selbst die kurzen 76 Minuten sehr lang erscheinen.
Der Movie & Video Guide meinte, dass der elegante Film mehr „aufgrund der interessanten Besetzung interessiert“, ansonsten „ziemlich merkwürdig“ sei.